# Luys Santa Marina
Luys Santa Marina (Colindres, Cantabria, 5 de enero de 1898-Barcelona, 14 o 15 de septiembre de 1980), cuyo nombre real era Luis Narciso Gregorio Gutiérrez Santa Marina, fue un escritor, periodista y poeta español de ideología falangista. Durante los años de la Segunda República fue el jefe de Falange en Barcelona, desarrollando una intensa actividad. Detenido al comienzo de la Guerra Civil, durante la dictadura franquista tuvo un papel relevante y llegaría a ser director del diario barcelonés Solidaridad Nacional. Fue, además, miembro del Consejo nacional del Movimiento y procurador en Cortes.
El historiador Julio Rodríguez Puértolas considera que su figura no ha sido convenientemente estudiada.

## Biografía

### Formación y primeros años
Nacido en la localidad cántabra de Colindres el 5 de enero de 1898, estudió el bachillerato en Santander y realizaría estudios de derecho en la Universidad de Oviedo. Participó en la guerra de Marruecos alistado en la Legión Española. Santa Marina reflejaría sus experiencias en Marruecos en Tras el águila del César (1924), obra de marcado carácter violento. Posteriormente se trasladó a Madrid, y después a Barcelona, su tierra de adopción. Allí conoció a Max Aub, de ideología izquierdista, con el que fundó la revista Azor en 1932, proyecto en el que también participan Félix Ros Cebrián, José Jurado Morales y Juan Ramón Masoliver. Además de sus facetas como escritor y poeta, Santa Marina realizó estudios de los clásicos y tradujo a Rudyard Kipling y a Aldous Huxley. Santa Marina dirigió Azor entre 1932 y 1934.
Fue secretario de la Peña Social Hispánica en Barcelona. En 1933 Luys Santa Marina se unió a las Juntas de Ofensiva Nacional-Sindicalista (JONS), integrándose posteriormente a Falange tras la unión de esta con las JONS. Llegaría a ser uno de los líderes de la sección catalana de Falange. Desde ese momento se centró en la política y abandonó sus actividades literarias. Convertido en jefe de la Falange barcelonesa desde 1934, organizó las milicias falangistas en la ciudad condal. Hombre partidario de la acción directa «escuadrista», Santa Marina mantuvo frecuentes enfrentamientos con Roberto Bassas —jefe territorial de Falange en Cataluña—. Posteriormente sería elegido miembro del I Consejo nacional de Falange Española y de las JONS. Junto a Julio Ruiz de Alda mantuvo conversaciones con el líder anarcosindicalista Ángel Pestaña de cara a una futura colaboración, si bien esta iniciativa no prosperó.

### Guerra civil
Tomó parte en el golpe de Estado de julio de 1936 —que provocó la guerra civil española— en Barcelona, incorporándose a las fuerzas sublevadas en el cuartel de Pedralbes al mando de una de las Centurias de Falange que allí llegaron. No obstante, tras el fracaso de la rebelión sería hecho prisionero por las autoridades republicanas. Aunque recibió tres condenas de muerte, sería indultado y pasó el resto de la contienda en cárceles republicanas. La periodista republicana María Luz Morales habría tomado parte activa en las gestiones para la obtención del indulto de la condena a muerte, iniciativa que contó con el apoyo del consejero catalán Ventura Gassol. Al final de la guerra se encontraba en el penal de San Miguel de los Reyes. A pocos días de finalizar las hostilidades lideró un amotinamiento de los presos y logró salir a la calle incluso antes de la llegada del Ejército franquista.

### Dictadura franquista
Durante la dictadura franquista fue director del diario barcelonés Solidaridad Nacional, cargo para el que fue nombrado poco después del final de la contienda. Bajo su dirección, durante los años primeros años de la posguerra, el diario alcanzó unas tiradas de 100 000 ejemplares. También fue nombrado director del Ateneo de Barcelona, cargo que desempeñaría durante muchos años. En esta época Santa Marina volvió a resucitar la revista Azor, y colaboró con los semanarios Escorial y El Español. En el contexto de la Segunda Guerra Mundial, el historiador Wayne H. Bowen lo sitúa dentro del grupo de franquistas pronazis. En junio de 1943 asistió junto a Pedro Mourlane Michelena a una conferencia de periodistas organizada por Alemania nazi en Viena, durante la cual mostró su abierta simpatía por el «Nuevo Orden» nazi.
Luys Santa Marina intervino durante el juicio de Juan Peiró, declarando en favor del exministro y exdirigente anarquista. Además, habría ofrecido a Peiró colaborar con el nuevo sindicato nacionalsindicalista a cambio de salvar su vida, propuesta que este habría rechazado. Peiró acabó siendo condenado a muerte y ejecutado.
Se mantuvo como director de Solidaridad Nacional hasta su cese en 1963, siendo sustituido por José Ramón Alonso. No obstante, Santa Marina siguió formando parte de la redacción hasta 1970. Fue además procurador en Cortes durante el franquismo, debido a su condición de miembro del Consejo Nacional de FET y de las JONS. Pasó sus últimos años retirado de la vida pública, afectado por una grave enfermedad. Falleció en Barcelona en 1980.

## Reconocimientos
En 1995 se instituyó el Premio Internacional de Poesía Ciudad de Cieza que lleva su nombre.

## Obra escrita
- —— (1924). Tras el águila del César. Elegía del Tercio.[a] Barcelona.
- —— (1927). Tetramorfos.[26] Espasa-Calpe.
- —— (1928). Labras heráldicas montañesas.[27] Barcelona: Editorial Canosa.
- —— (1928). Vida de Isabel la Católica.[28] Espasa-Calpe.
- —— (1929). Vida de Juana de Arco.[27] Barcelona: Seix Barral.
- —— (1929). Estampas de Zurbarán.[29] Barcelona.
- —— (1933). Cisneros.[27] Madrid: Espasa-Calpe. Reed. 2023, Madrid: Luz de Trento.
- —— (1939). Primavera en Chinchilla.[b] Barcelona.
- —— (1940). Retablo de Reina Isabel. Barcelona: Yunque.[31]
- —— (1942). Ceilán y Java. Barcelona: Seix Barral.
- —— (1944). Italia mi ventura. Últimas guerras del Gran Capitán. Barcelona.[32]
- —— (1952). Perdida Arcadia.[c] Barcelona.
- —— (1956). Karla y otras sombras. Barcelona.[32]
- —— (1957). Alonso de Monroy. Barcelona.[32]
- —— (1958). Falange, Hacia José Antonio. Barcelona.[32]
- —— (1959). Ada y Gabrielle. Barcelona.[32]